# Unión de Créditos Inmobiliarios
Unión de Créditos Inmobiliarios, UCI, es una entidad financiera del sector inmobiliario autorizada por el Banco de España que opera desde 1989. Es una compañía especializada en préstamos hipotecarios de la mano de profesionales con años de experiencia en el sector. Una de las máximas de UCI es que los préstamos ofrecidos cumplan todo lo relacionado con crédito responsable.

## Historia
UCI se fundó en el año 1989.
Su sede central se encuentra en el Edificio Ejesur de Madrid (España). Además tiene sedes oficiales abiertas en distintas provincias españolas como Alicante, Almería, Asturias, Baleares, Barcelona, Cádiz, Castellón, Córdoba, Las Palmas, Málaga, Murcia, pontevedra, Sevilla, Valencia y Zaragoza. 
UCI es un Grupo compuesto por diversas marcas:
En el año 2001 UCI desarrolló la página Hipotecas.com como canal digital de comercialización de sus productos financieros.
En el año 2004 fundó Comprarcasa, una red inmobiliaria que opera en España y Portugal.
En el año 2014 lanzó SIRA como un canal para impartir cursos de formación a los inmobiliarios.

## Accionariado
Unión de Créditos Inmobiliarios está conformada por un accionariado repartido al 50% entre Banco Santander y BNP Paribas.

## Enlaces
Página oficial de UCI